# Bleasdale
Bleasdale is een civil parish in het bestuurlijke gebied Wyre, in het Engelse graafschap Lancashire. In 2001 telde het dorp 167 inwoners.